# Xallas
Le Xallas ou Ézaro (en galicien : Xallas, en espagnol castillan : Jallas ) est un fleuve côtier du nord-ouest de l'Espagne, situé en Galice, dans la province de La Corogne, dans la comarque du même nom. Il se jette dans l'océan Atlantique, près du cap Fisterra, après avoir parcouru 63 km. Il compte plusieurs barrages hydroélectriques le long de son cours.

## Toponymie et étymologie
Xallas proviendrait du latin médiéval Salia, qui lui-même serait issu de la racine hydronymique indo-européenne sal- (eau courante, ruisseau), racine qui se retrouve dans de nombreuses rivières européennes documentée sous le nom de Sala ou Saale à l'époque romaine. Le s initial a été palatalisé en x, comme cela se produit fréquemment en galicien, par exemple dans des mots comme xabón (français : savon) issu du latin sapone puis sabom, ou xastre (français : tailleur) issu de sartore.
La racine étymologique serait la même que celle du fleuve Sella dans les Asturies, la Seille ou Salonne en France, le Seile en Écosse, le Jalón (anciennement Salo) en Espagne ou encore le Hail et Hayle en Angleterre.

## Géographie

### Cours
Le cours du fleuve Xallas se situe entièrement dans la comarque de Xallas, avec 63 km de long et un bassin hydrographique de 504,28 km2. Son débit moyen est de 19 mètres cubes par seconde et le dénivelé important le long de son cours a permis la construction de six centrales hydroélectriques pour une puissance totale de 133 000 kW.
La confluence des cours d'eau Castiñeiras, Vilamaior et Bazar, qui se situe en partie dans la commune de Santa Comba, dans le massif du Monte Castelo, s'écoule vers le sud-ouest pour rejoindre la rivière Regueira et prendre le nom de Xallas. Le premier affluent important que reçoit le Xallas est la rivière Mira qui draine des eaux elle aussi depuis le Monte Castelo et la lagune de Brañas Rubias. Plus en aval il reçoit les eaux de la rivière Esternande. Ces deux affluents prennent leur source dans la commune de Coristanco, comarque de Bergantiños. Encore en aval le Xallas reçoit les eaux des rivières Guisande, Vilar, García et Abuín, ce dernier drainant le bassin versant de la commune de La Baña. En entrant dans la commune de Mazaricos il reçoit les eaux des rivières Maroña, Barbeira, Mazaricos, Beba et Arcos et enfin dans la commune de Dumbría se joignent les eaux des rivières Hospital et Clemente.

### Débits
Le syndicat Eaux de Galice dispose de deux stations de mesure du débit sur le Xallas. Les stations Xallas 1 (n.º 512) et Xallas 2 (n.º 514), se situent respectivement à Ponte de Truebe, dans la commune de Santa Comba, et à Ponte Olveira, dans la commune de Mazaricos. Entre les deux stations se trouve le barrage de Fervenza. Selon les données publiées par Eaux de  Galice pour l'année hydrologique 2009-2010, le débit moyen quotidien a oscillé entre 0,48 et 96,81 m3/s à Xallas 1, et entre 4,11 et 188,34 m3/s à Xallas 2.

### Barrages
Le long du cours du Xallas il existe quatre barrages qui sont situés, d'amont en aval, à Fervenza, Ponte Olveira, Castrelo et Santa Eugenia (Santa Uxía). Tous sont des centrales hydroélectriques ainsi que pour des usages industriels. Le lac de barrage de Santa Uxía sert également pour le  ravitaillement urbain en eau potable.
En 1897, la Société Espagnole de Carbures Métalliques, appartenant aujourd'hui au groupe FerroAtlántica, s'établit dans la zone et initie les premiers travaux d'aménagement hydroélectrique du lit du Xallas. Le barrage le plus important est celui de Fervenza, bâti dans la décennie 1960. Plus en aval, de la prise d'eau de Brazal partent des canalisations vers la ría de Corcubión. Encore en aval se situe le barrage de Santa Uxía, bâti dans le décennie 1980. Avant d'arriver dans l'océan Atlantique, le Xallas franchit le Monte do Pindo en réalisant une chute de 100 mètres nommée cascade d'Ézaro. Le fleuve se jette dans la baie d'Ézaro, face au cap Finisterre. Le long de l'embouchure se situent trois centrales hydroélectriques: Castrelo, Santa Uxía et Pindo, datant du XXe siècle.

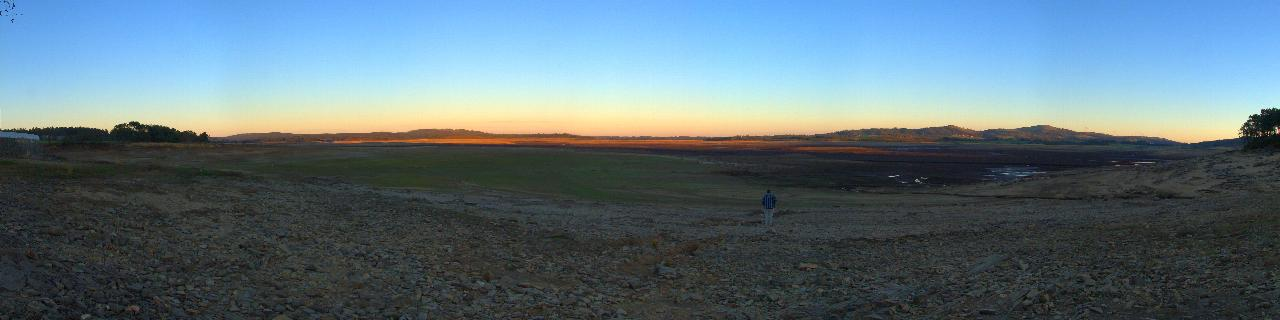
Retenue du barrage de Fervenza en novembre 2007 (à 1% de sa capacité).

La construction du barrage de Fervenza constitue, selon le rapport Bassins versants de la Galice côtière de Greenpeace Espagne, un point noir se traduisant par la destruction du paysage et l'assèchement de la cascade d'Ézaro. D'après ce rapport, la centrale ne respecte pas le débit minimal écologique indiqué dans le Plan hydrologique de Galice côtière et, depuis 2000, la chute d'eau ne peut être observée que les dimanches de 12h00 à 13h30 (lâché d'eau du barrage), grâce aux groupes locaux qui militent pour la démolition du barrage.

## Galerie d'images

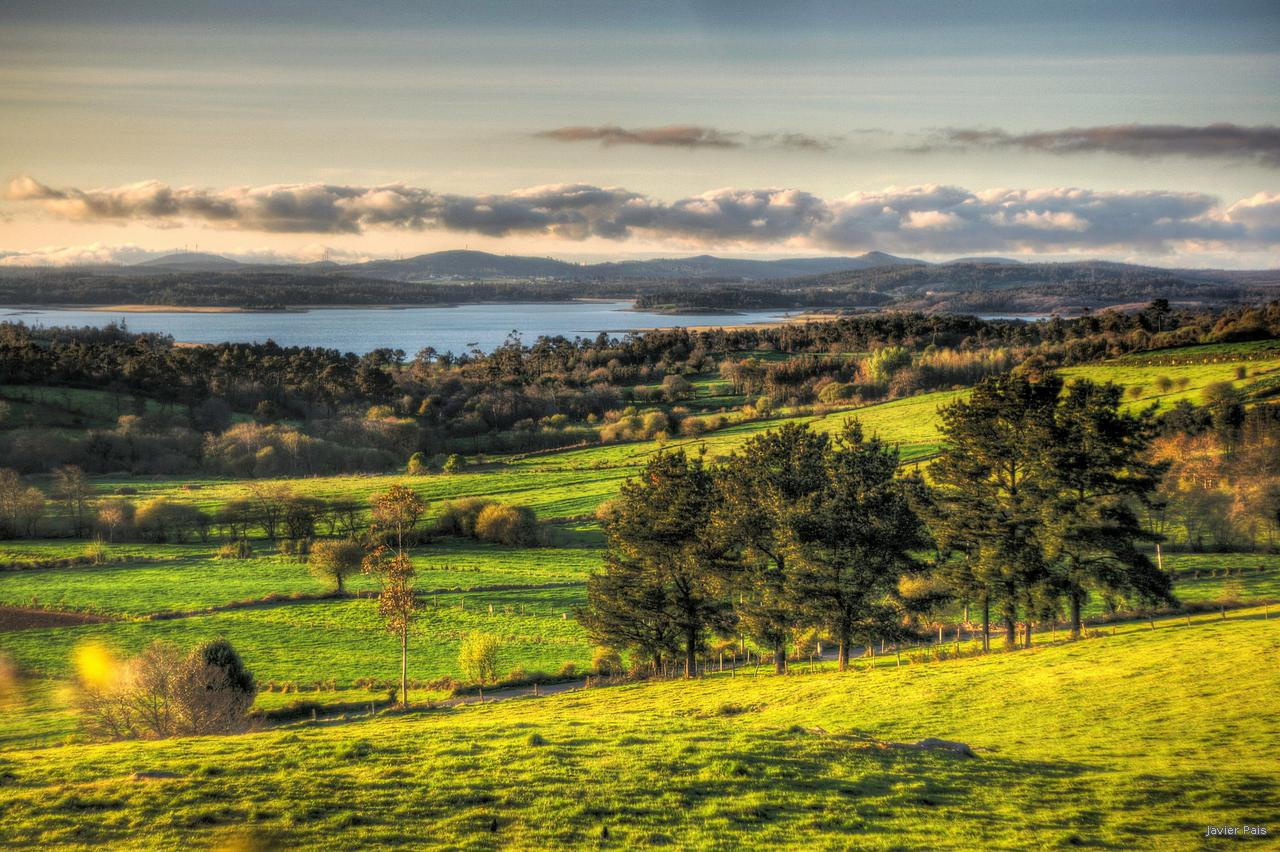
Lac de barrage de Fervenza.
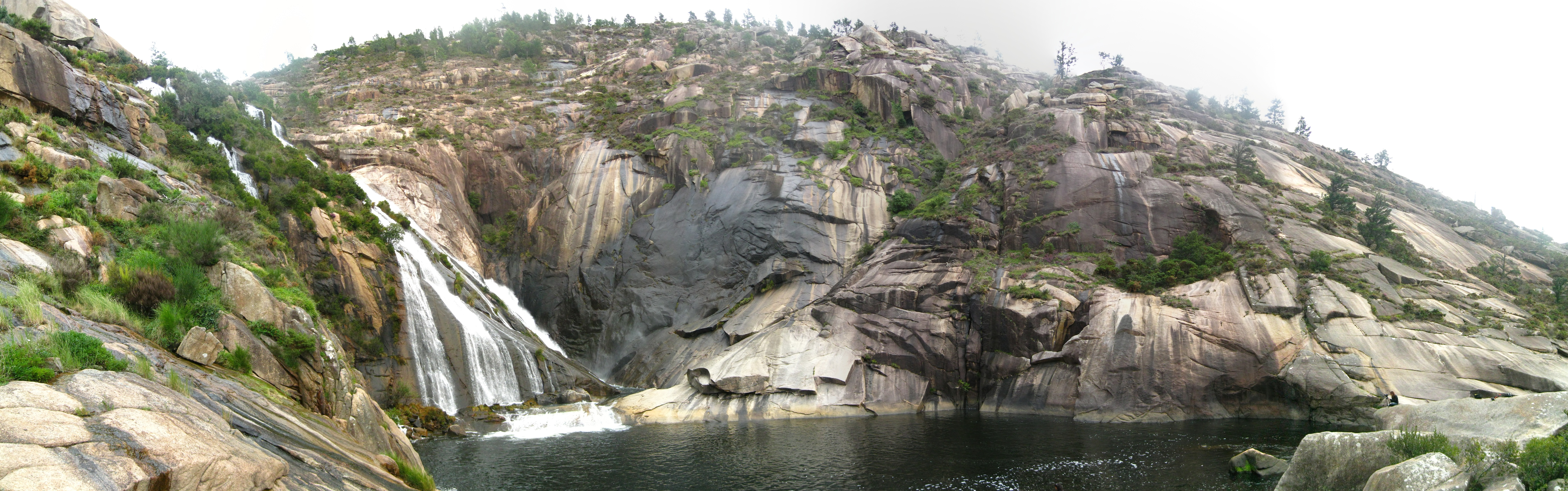
Chute d'eau d'Ézaro.
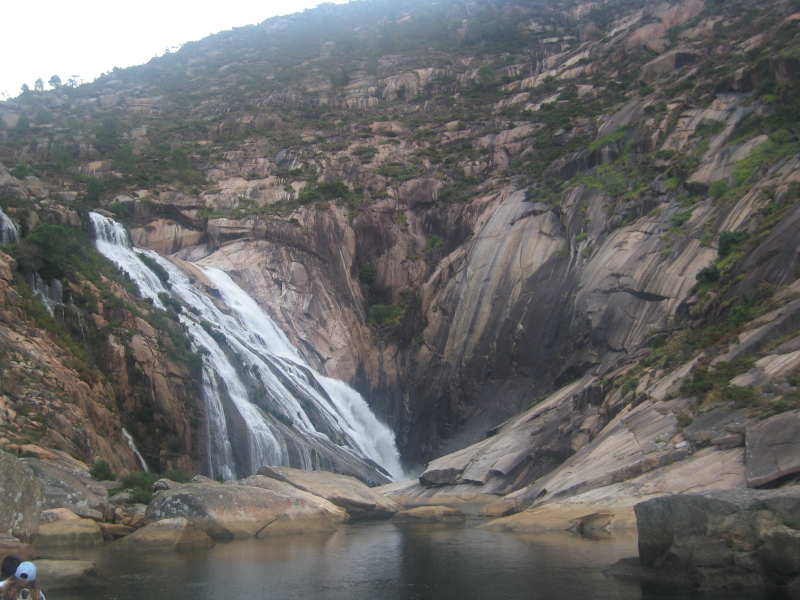
Laché d'eau du dimanche à Ézaro.
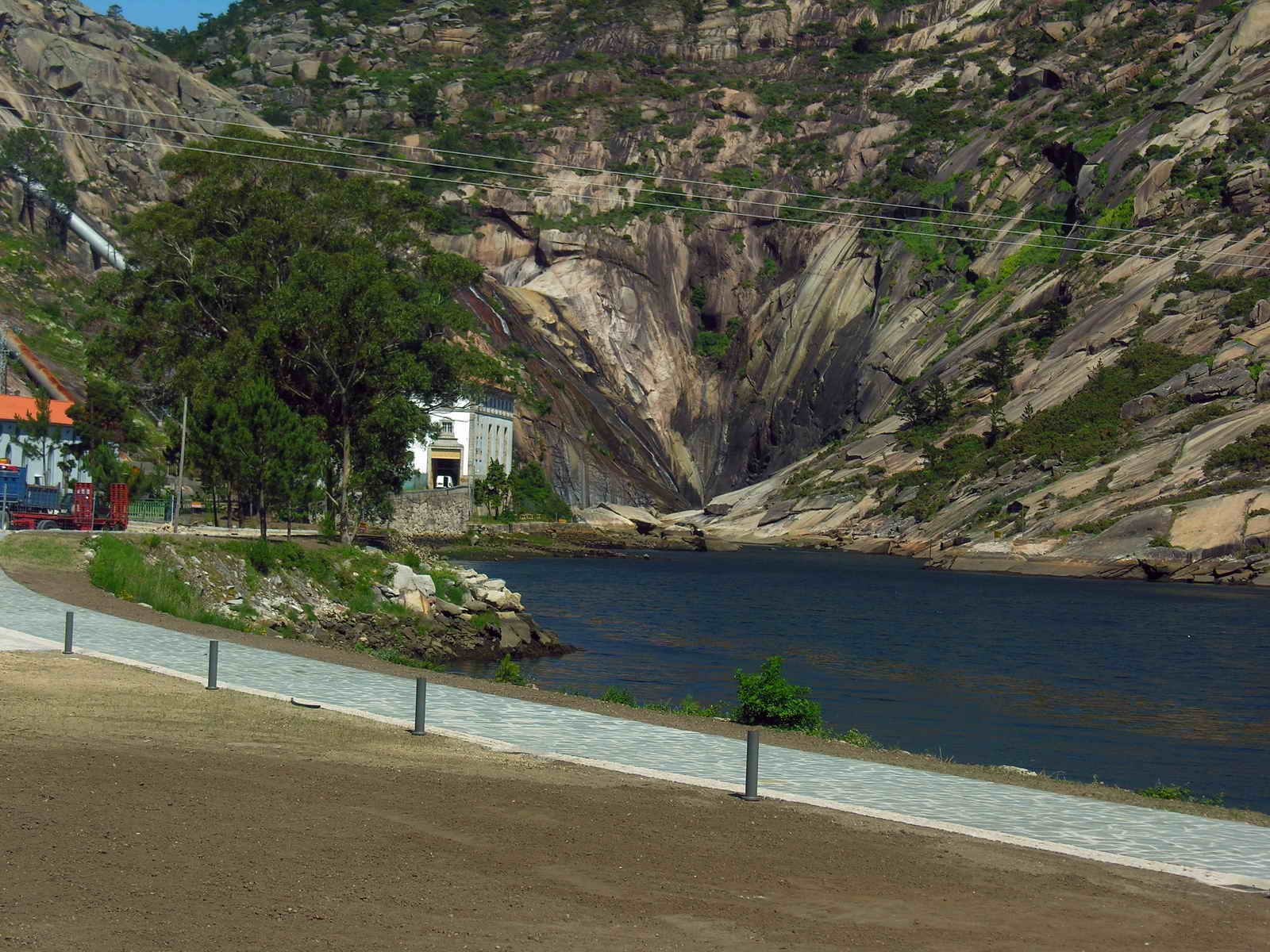
Chute d'Ézaro à sec.
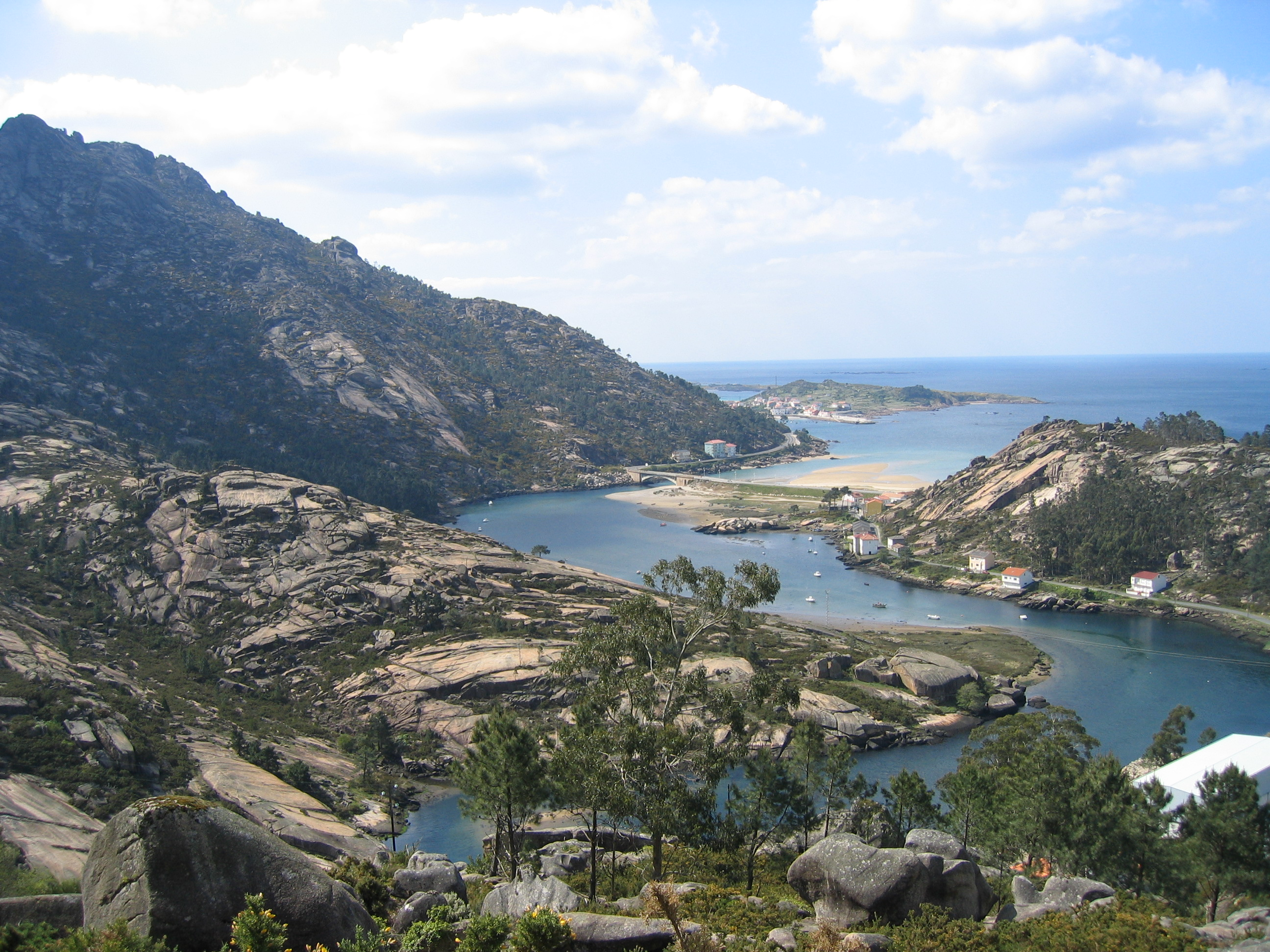
Embouchure du Xallas à Ézaro.

## Ressources
- Ministerio de Fomento.
- Institut géographique national espagnol.
- Ferroatlantica.es
- Rapport annuel 2009-2010 des Eaux de Galice (Augas de Galicia).